# 辰巳ジャンクション
辰巳ジャンクション（たつみジャンクション）は、東京都江東区にある首都高速道路の湾岸線と9号深川線を結ぶジャンクションである。

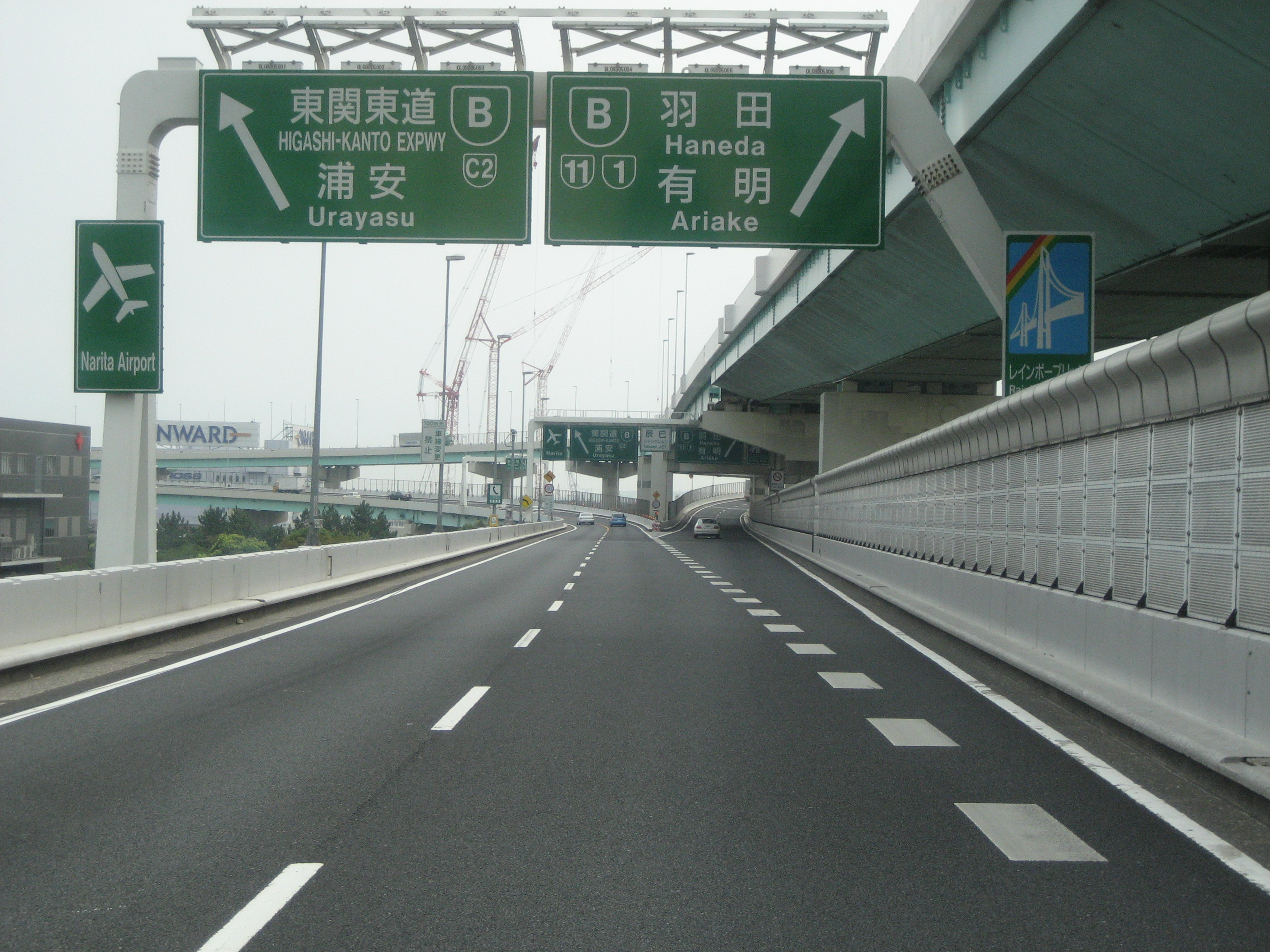
9号線分岐付近

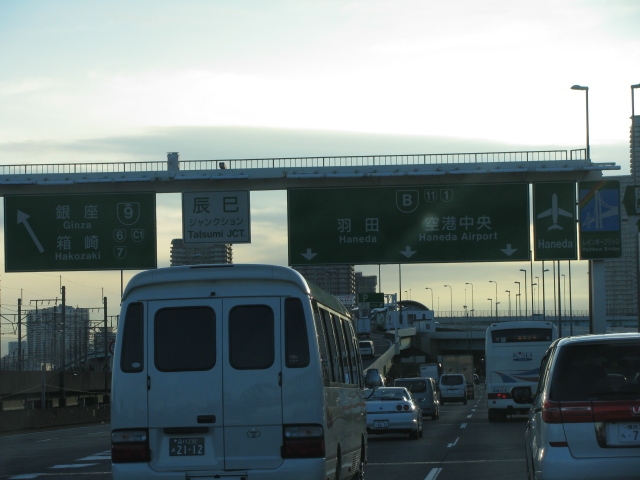
湾岸線西行き方面分岐

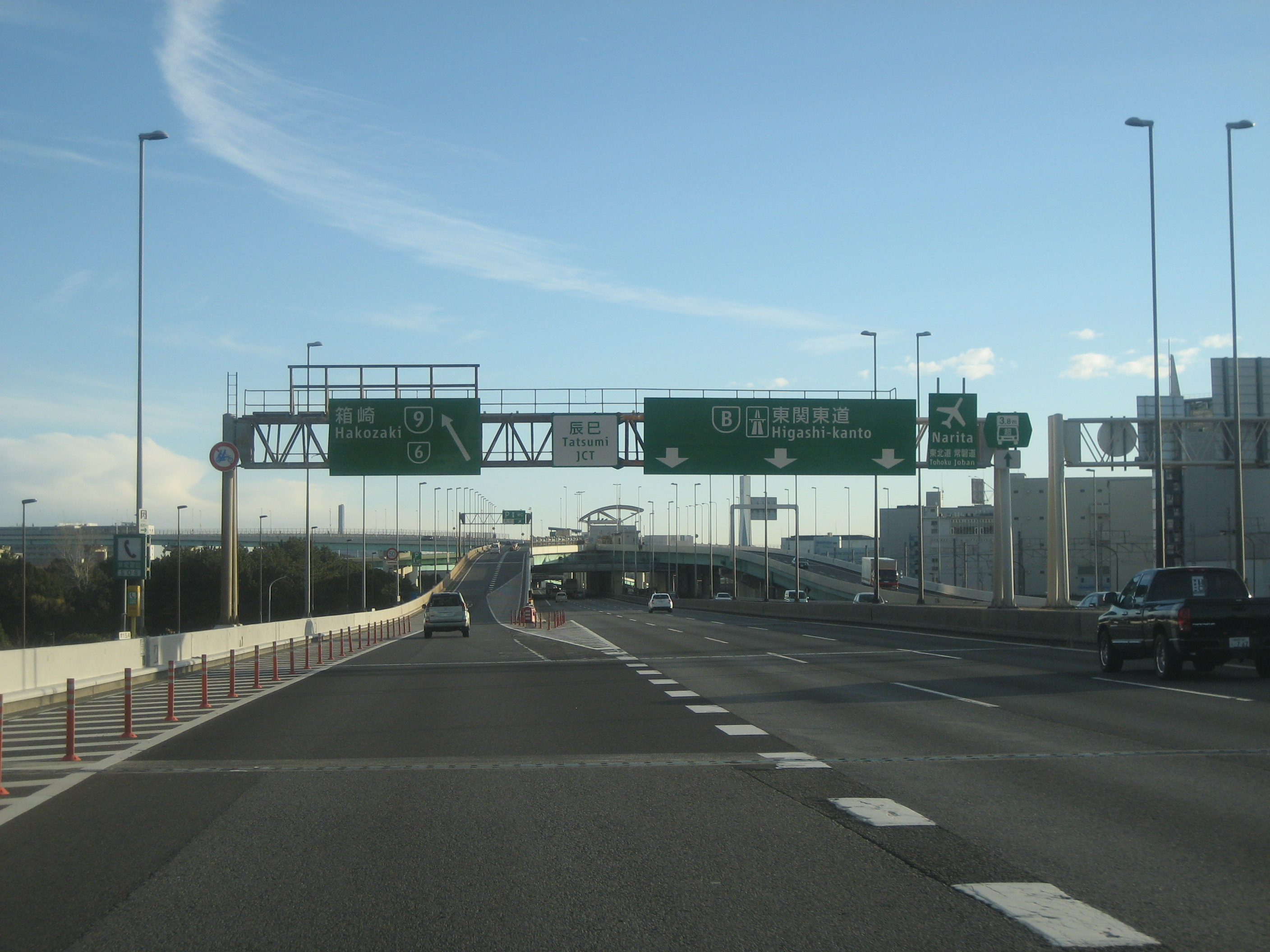
湾岸線東行き方面分岐

深川線方面はオートバイの二人乗りが禁止されている。

## 接続している路線
- 首都高速湾岸線
- 首都高速9号深川線

## 併設
- 辰巳第一PA（湾岸線東行き→9号深川線の途中）
- 辰巳第二PA（湾岸線西行き→9号深川線の途中）

## 隣
首都高速湾岸線
(B23)有明出入口 - 辰巳JCT - (B24,B25)新木場出入口
首都高速9号深川線
(906)枝川出口 - 辰巳JCT/辰巳第一PA/辰巳第二PA